# Carla Estrada
Carla Estrada  (née Carla Patricia Estrada Guitrón le 11 mars 1956 à Mexico), est une productrice de telenovelas et d'émissions de comédies au Mexique de nationalité mexicaine.

## Biographie
Carla Estrada va à l'Université « Universidad Autónoma Metropolitana » (UAM) à Xochimilco pour étudier la psychologie. Mais elle décide de ne pas poursuivre ces études et préfère obtenir un diplôme de licence en communication dans cette université en partie parce que son père était journaliste et sa mère était actrice.

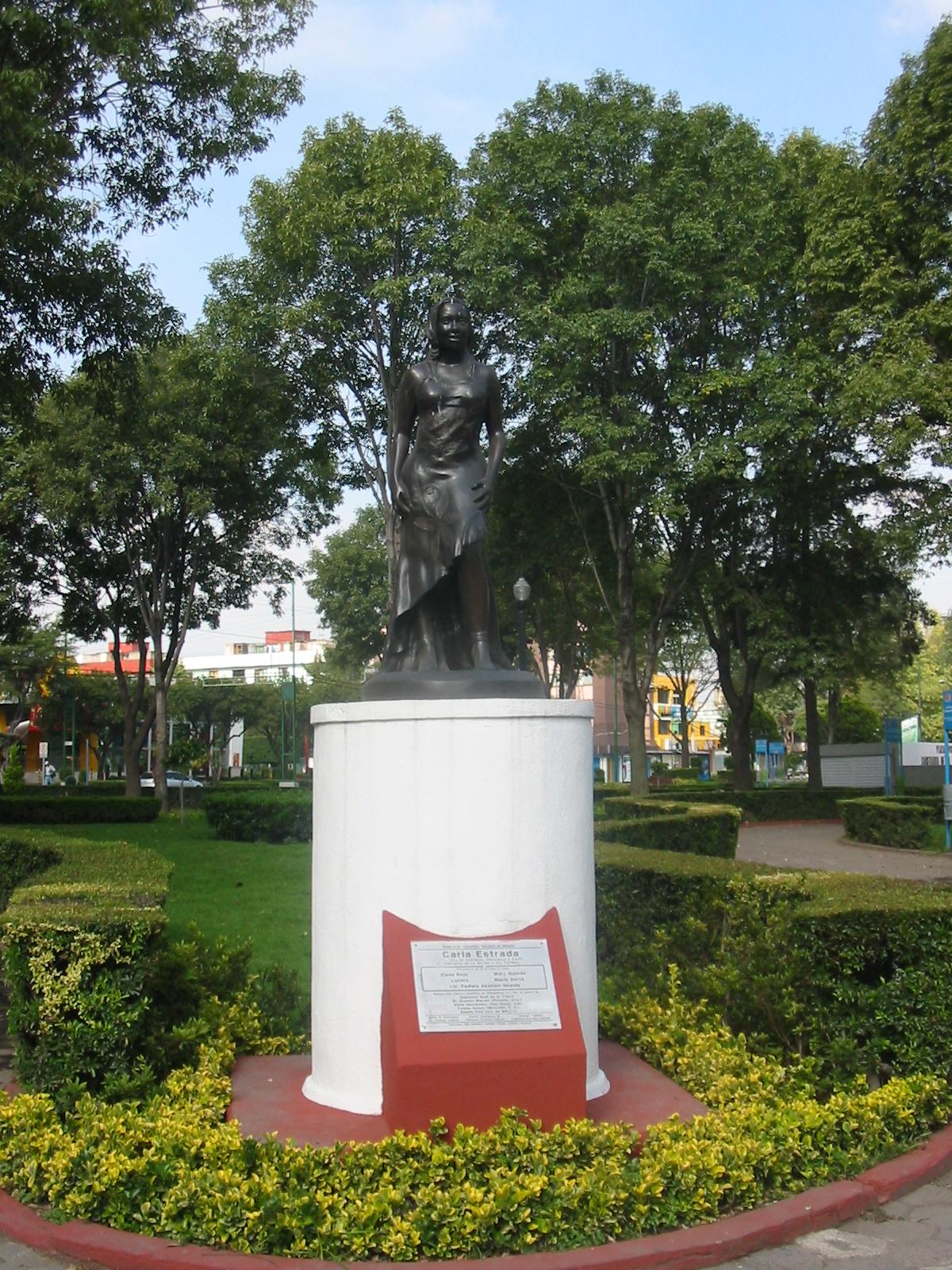
Statue de Carla Estrada à Mexico.

Carla Estrada déroule toute sa carrière à Televisa. Elle débute avec Ernesto Alonso. Elle marque l'histoire de Televisa en devenant la première femme à faire de la production à la télévision mexicaine. Mais ses débuts sont humbles : d'abord aucune célébrité ne désire travailler avec elle. Au fil des années cette situation évolue. Elle travaille avec les producteurs les plus  importants de Televisa comme Valentin Pimstein, en exerçant en tant qu'assistante pour la telenovela Vanessa. Elle produit l'émission pour la jeunesse Xe-Tu avec Reynaldo López, où des célébrités, telles que Gloria Trevi participent, ce qui donne une impulsion à sa carrière. 

Victor Hugo O'Farril lui demande de produire des telenovelas pour Televisa. 

Sa première telenovela est Pobre Juventud. Sa première grande production est Amor de nadie avec comme vedette Lucía Méndez. Elle réalise ainsi plus de vingt telenovelas. Elle produit les telenovelas les plus fameuses du Mexique et de l'Amérique latine en travaillant avec des acteurs tels qu'Adamari López, Adela Noriega, Lucero, Fernando Colunga, Gabriela Roel et beaucoup d'autres encore. Elle réalise cinq telenovelas avec Adela Noriega et autant avec Lucero, ses actrices favorites. Ensuite elle réalise quatre telenovelas, de Alondra (1995) jusqu'à Pasión (2007). En 2009, elle produit Sortilegio avec les acteurs William Levy, Jacqueline Bracamontes et Julián Gil.

## Filmographie

### Telenovelas - Productrice exécutive
- 1986-1987 : Pobre juventud
- 1987 : Pobre señorita Limantour
- 1987-1988 : Quinceañera
- 1988 : Amor en silencio
- 1989-1990 : Cuando llega el amor
- 1990-1991 : Amor de nadie
- 1992 : De frente al sol
- 1993 : Los parientes pobres
- 1993-1994 : Más allá del puente
- 1995 : Alondra
- 1995-1996 : Lazos de amor
- 1996-1997 : Te sigo amando
- 1997 : María Isabel
- 1998-1999 : El privilegio de amar
- 2000 : Mi destino eres tú
- 2001-2002 : El manantial
- 2003 : Amor real
- 2005-2006 : Alborada
- 2007-2008 : Pasión
- 2009 : Sortilegio
- 2016 : Por siempre Joan Sebastian

### Émissions télévisées
Émissions comiques
- 2000-2007 : La hora pico
- 2002-2007 : La Parodia
- 2005-2006 : El privilegio de mandar

Émissions musicales
- 2011 : La vida es mejor cantando, émission présentée par Adal Ramones

Concours
- 1997-2000 : Picardía mexicana

Émissions de variétés
- 2012-2013 : Los doctores
- 2013-présent : Hoy

## Nominations et récompenses

### Premios TVyNovelas
Elle a reçu les récompenses suivantes des Premios TVyNovelas :

#### Comme productrice de telenovelas
| Année | Catégorie            | Telenovela            | Résultat |
| ----- | -------------------- | --------------------- | -------- |
| 2010  | Meilleure telenovela | Sortilegio            | Nommée   |
| 2008  | Meilleure telenovela | Pasión                | Nommée   |
| 2006  | Meilleure telenovela | Alborada              | Gagnante |
| 2004  | Meilleure telenovela | Amor real             | Gagnante |
| 2002  | Meilleure telenovela | El manantial          | Gagnante |
| 1999  | Meilleure telenovela | El privilegio de amar | Gagnante |
| 1998  | Meilleure telenovela | María Isabel          | Nommée   |
| 1996  | Meilleure telenovela | Lazos de amor         | Gagnante |
| 1994  | Meilleure telenovela | Los parientes pobres  | Nommée   |
| 1993  | Meilleure telenovela | De frente al sol      | Gagnante |
| 1990  | Meilleure telenovela | Cuando llega el amor  | Nommée   |
| 1989  | Meilleure telenovela | Amor en silencio      | Gagnante |
| 1988  | Meilleure telenovela | Quinceañera           | Gagnante |